# Saeid Abdevali
Saeid Mourad Abdevali (in persiano سعيد عبدولى‎; Andimeshk, 4 novembre 1989) è un lottatore iraniano, vincitore della medaglia di bronzo nella categoria 75kg (greco-romana) ai Giochi di Rio de Janeiro 2016.

## Palmarès
- Giochi olimpici

Rio de Janeiro 2016: bronzo nei 75kg.
- Mondiali

Istanbul 2011: oro nei 66 kg.
Parigi 2017: bronzo nei 75 kg.
Nur-Sultan 2019: bronzo negli 82 kg.
- Giochi asiatici

Canton 2010: oro nei 66 kg.
Incheon 2014: bronzo nei 71 kg.
- Campionati asiatici

Pattaya 2009: bronzo nei 66 kg.
Astana 2014: bronzo nei 75 kg.
Xi'an 2019: oro negli 82 kg.